# Salix tagawana
Salix tagawana är en videväxtart som beskrevs av Gen-Iti Koidzumi. Salix tagawana ingår i släktet viden, och familjen videväxter. Inga underarter finns listade i Catalogue of Life.